# Allende
Allende là một chi nhện trong họ Tetragnathidae.